# عوالي
مدينة عوالي هي مدينة من بناء شركة نفط البحرين (بابكو)، وقد بنيت لترفيه موظفي الشركة، وافتتحت مستشفى عوالي، لمرضى الشركة، ويوجد نادي بابكو الكبير والمتطور، وقد صمم لترفيه العمال وسكان مدينة عوالي، وهي تعد من أفضل المدن في البحرين.